# Wairarapa (gastrópode)
Wairarapa é um gênero de gastrópodes pertencente a família Drilliidae.

## Espécies
- Wairarapa duplaris (Hedley, 1922)
- †Wairarapa rebecca Vella, 1954